# Enrico Matteo Zuzzi
Enrico Mattia Zuzzi (alias Matteo) (Codroipo, 19 febbraio 1838 – Codroipo, 11 novembre 1921) è stato un patriota, medico e letterato italiano.

## Biografia
Figlio del Patriota friulano Enrico Domenico Zuzzi di Codroipo, nel febbraio 1859 insieme con i fratelli Costanzo e Leonardo, fugge in Piemonte e si arruola nei Cavalleggeri di Alessandria e partecipa alla campagna del 1859. Nel 1860 inizia gli studi medici a Pavia dove è anche un assiduo frequentatore della casa dei Fratelli Cairoli. Il 5 maggio 1860 è tra i Mille di Quarto, 7ª compagnia, con Benedetto Cairoli con la carica di assistente medico di Agostino Bertani. Nella lista dei Mille è al numero 1089.. Combatte a Calatafimi, fu ferito a Milazzo e combatté anche a fianco del fratello Leonardo. A Quarto, prima di partire per l'impresa, Fanny Luzzatto, amica di famiglia dei Cairoli e dei Fratelli Bandiera, gli affidò il figlio diciottenne Riccardo Luzzatto.
Tornato dalla spedizione dei Mille, nel 1864 sfidando la gendarmeria austriaca ritorna di nascosto in Friuli con Giovanni Battista Cella per organizzare l'insurrezione armata. Si tiene in contatto con Giuseppe Mazzini e Giuseppe Garibaldi per avere consigli politici e militari. Nel 1866 è aggregato come capitano medico garibaldino al 4º Reggimento Volontari Italiani di Giovanni Cadolini impegnato in Valtellina nel corso della campagna del Trentino. Il 2 novembre 1867 combatte a Mentana. Nel 1915 all'inizio della prima guerra mondiale, chiede di essere riammesso nell'esercito, assieme a Riccardo Luzzatto, ma a causa della tarda età non viene accettato, aveva 77 anni. Durante la guerra presta volontariamente e gratuitamente la sua opera quale unico medico in tutto il mandamento di Codroipo nonostante la sua tarda età. Per i postumi di una broncopolmonite muore nel 1921. La città di Codroipo lo ha ricordato intitolandogli una strada del centro cittadino.